# Friedl Baruch
Siegfried (Friedel) Baruch (Göttingen, 17 februari 1905 – Bergen (Noord-Holland), 3 november 1995) was een in Duitsland geboren  Nederlandse politicus, journalist en schrijver die het grootste deel van zijn leven in Nederland doorbracht. Hij was getrouwd met H.C. (Mimi) Baruch-Ponstijn, een dochter van schilder Jan Ponstijn. 

## Biografie
Baruch werd geboren in 1905 als zoon van Abraham Baruch en Bertha Baruch-Jacobson. Het gezin telde vijf kinderen: Hanna, Hella, Siegfried, Martha en Kurt. Na de middelbare school in Göttingen, studeerde Baruch economie aan de universiteit aldaar en vervolgens in Hamburg. In 1924 werd hij lid van de Kommunistische Partei Deutschland. Op 15 januari 1932, kort voor de machtsovername door Hitler, werd hij gearresteerd wegens 'poging tot hoogverraad' en tot vijftien maanden gevangenisstraf veroordeeld. Hij kwam vast te zitten in de gevangenis Flensburg, bij de Deense grens.
In maart 1933 werd hij als buitenlander (Baruch had via zijn vader de Nederlandse nationaliteit) het land uitgewezen. Baruch vestigde zich in Nederland, waar hij lid werd van de Communistische Partij Holland. Via contacten van de Duitse afdeling van de Internationale Rode Hulp, die hij had opgedaan tijdens zijn gevangenschap in Flensburg, kwam hij in contact met de Nederlandse afdeling, waarvoor hij actief werd in het bijstaan van Duitse politieke vluchtelingen.
In 1938 werd hij redacteur van het Volksdagblad. In 1943 werd hij tijdens de Duitse bezetting illegaal lid van de partijleiding van de CPN en was verantwoordelijk voor partijprogramma's.
Vanaf 1949 tot 1953 had hij samen met Fred Schoonenberg de redactionele leiding van De Waarheid. Baruch schreef samen met Marcus Bakker de brochure De Grote Oktoberrevolutie en de revolutionaire arbeidersbeweging in Nederland, een Sovjet-uitgeverij zorgde in 1957 voor de verspreiding van de 100.000 gedrukte exemplaren.
In 1964 werd Baruch geschorst en geroyeerd in verband met zijn onvrede over de buitenlands politieke lijn van de CPN toen de partij zich meer op de Volksrepubliek China ging oriënteren in plaats van op de Sovjet-Unie.
Baruch werd redacteur van het van 1968 tot 1977 verschijnende maandblad Communistische Notities, waaraan ook Wim Klinkenberg geregeld zijn medewerking verleende. Bovendien was hij hoofdredacteur van het maandelijkse orgaan van de Vereniging Nederland-USSR.